# 1268
L'any 1268 (MCCLXVIII) va ser un any de traspàs que començava diumenge del calendari julià.

## Esdeveniments
Països catalans
- S'acaba la capella de Santa Llúcia, ara part de la catedral de Barcelona.[1]
- Acaba la còpia de la Bíblia de 1268 encarregada pel canonge de Vic Pere ça Era i miniada per Ramon, de Pont-Sant-Esperit, prop d'Avinyó; és a l'Arxiu Episcopal de Vic, n. Inv. 7540.[2]

Resta del món
- Primer molí paperer a Fabriano, que esdevindrà el principal centre paperer europeu.[3]